# Evangelia Moraitidou
Evangelia Moraitidou (griechisch Ευαγγελία Μωραϊτίδου; * 26. März 1975 in Athen) ist eine ehemalige griechische Wasserballspielerin.

## Karriere
Moraitidou gewann mit der Griechischen Olympiamannschaft bei den Olympischen Sommerspielen 2004 in Athen die Silbermedaille. Im Folgejahr wurde sie mit der Griechischen Nationalmannschaft Meister in der Weltliga beim Turnier in Kirischi. 2008 nahm sie ein zweites Mal an Olympischen Sommerspielen teil und belegte Rang acht. 